# Saros
Saros ([ˈsɛərɒs]) é um período de exatamente 223 meses sinódicos, aproximadamente 6.585,3211 dias, ou 18 anos, 10, 11 ou 12 dias (dependendo do número de anos bissextos) e 8 horas, que podem ser usados para prever eclipses do Sol e da Lua. Um período saros após um eclipse, o Sol, a Terra e a Lua retornam aproximadamente à mesma geometria relativa, uma linha quase reta e um eclipse quase idêntico ocorrerá, no que é chamado de ciclo de eclipse. Um sar é a metade de um saros.
Uma série de eclipses separados por um saros é chamada de série saros. Corresponde a:
- 6.585,321347 dias solares;
- 223 meses sinódicos;
- 241,999 meses;
- 38 estações de eclipse ou 18,999 anos de eclipse;
- 238.992 meses anomalísticos.

Os 19 anos de eclipse significam que, se houver um eclipse solar (ou eclipse lunar), depois de um saros, uma lua nova ocorrerá no mesmo nodo da órbita da Lua e, nessas circunstâncias, outro eclipse pode ocorrer.

## História

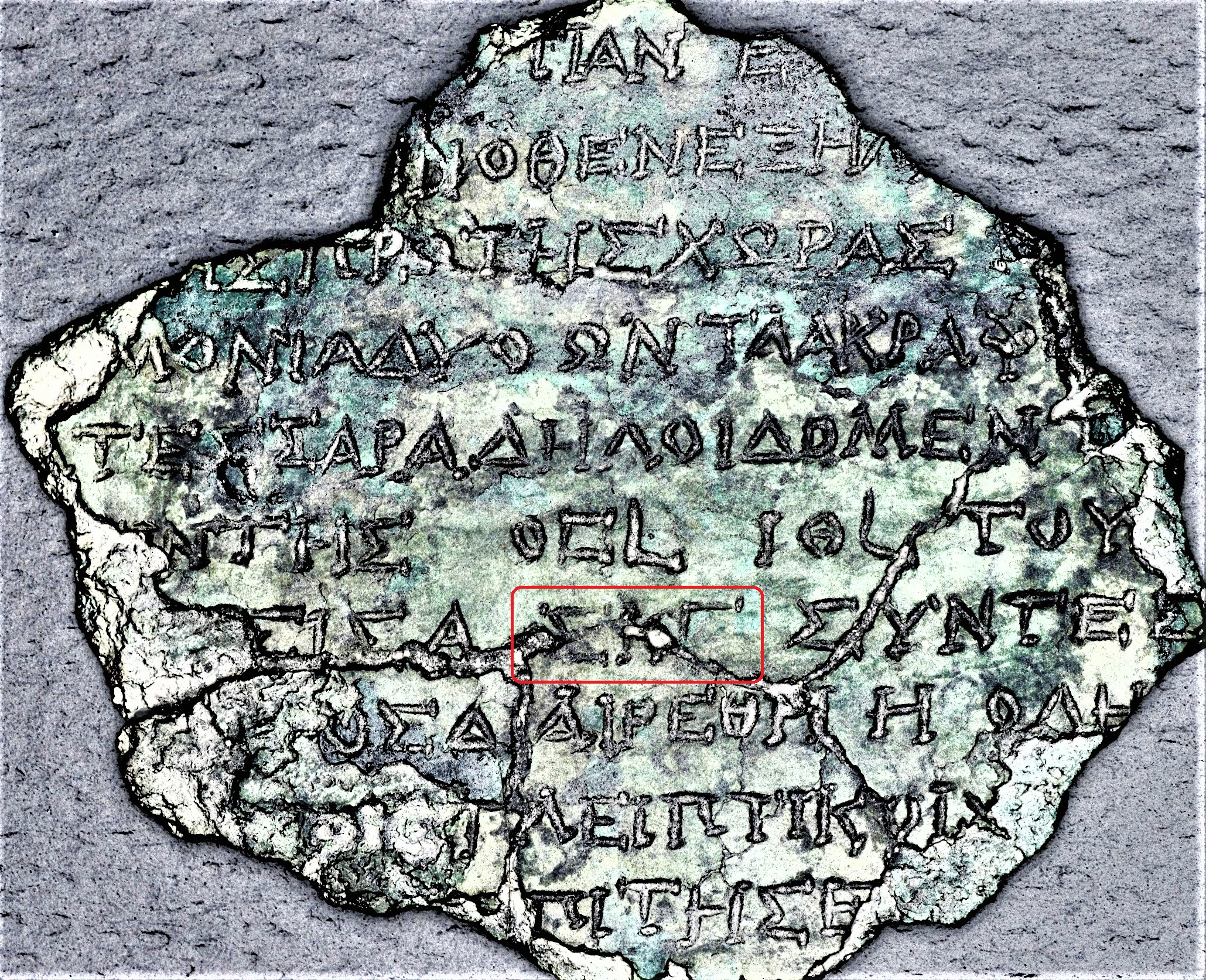
Ciclo Saros da Máquina de Anticítera para a previsão de eclipses ΣΚΓ′, no retângulo vermelho, e significa 223 meses. Escrito entre 150 e 100 AC

O registro histórico mais antigo já descoberto do que hoje é conhecido como saros foi feito por astrônomos caldeus (neo-babilônicos) nos últimos séculos antes da Era Comum. Posteriormente, foi conhecido por Hiparco, Plínio, o Velho e Ptolemeu.
O nome "saros" (em grego: σάρος) foi aplicado ao ciclo do eclipse por Edmond Halley em 1686, que o tirou do Suda, um léxico bizantino do século XI. A Suda diz:
| “ | [O saros é] uma medida e um número entre os caldeus. Pois 120 saroi perfazem 2220 anos (anos de 12 meses lunares) de acordo com o cálculo dos caldeus, se de fato o saros perfaz 222 meses lunares, que são 18 anos e 6 meses (ou seja, anos de 12 meses lunares). | ” |

A informação na Suda, por sua vez, foi derivada diretamente ou não da Crônica de Eusébio de Cesareia, que citava Beroso, sacerdote caldeu da Babilónia, viveu no século III a.C.. Entretanto, Guillaume Le Gentil afirmou em 1756 que o uso de Halley estava incorreto, mas o nome continua a ser usado. A palavra grega aparentemente vem da palavra babilônica "sāru" que significa o número 3600 ou do verbo grego "saro" (σαρῶ) que significa varrer (o céu com a série de eclipses).
O ciclo Saros para a precisão de eclipses  é visto na Máquina de Anticítera e significa 223 meses.

## Descrição
O Saros, um período de aproximadamente 6 585,3 dias (18 anos, 11 dias e 8 horas), é útil para prever as épocas nas quais eclipses praticamente idênticos irão ocorrer. Ou seja, se hoje um eclipse é observado, daqui a 6 585,3 dias, praticamente o mesmo eclipse ocorrerá. Dentro desse meio tempo, normalmente 70 diferentes eclipses são observados — na verdade esse valor total de eclipses pode variar, desde 69 até 84 eclipses — sendo geralmente 41 solares e 29 lunares. Assim, pode-se dizer que há sempre em torno de 70 ciclos de Saros “ativos”, já que, com o passar dos milênios, alguns ciclos deixam de existir — ou seja, um mesmo eclipse, que ocorria a cada 6 585,3 dias, deixa de ocorrer —, para dar lugar a novos ciclos.
Tal período deriva de três periodicidades da órbita lunar: o mês sinódico (período médio entre duas ocorrências consecutivas da mesma fase da Lua, vista da Terra), o mês draconiano (período médio entre duas passagens consecutivas da Lua por um mesmo nodo de sua órbita) e o mês anomalístico (período de duas passagens consecutivas da Lua pelo mesmo ponto de sua órbita, em geral o perigeu ou o apogeu, que só não é igual ao mês sideral devido à precessão do seu próprio plano orbital ao redor da Terra).
Para um eclipse ocorrer, ou a Lua deve estar entre a Terra e o Sol, ou a Terra entre o Sol e a Lua. Isso ocorre apenas nas fases de Nova e Cheia, respectivamente, e é o período sinódico, de 29,53 dias, que dita o tempo para a repetição dessas fases.
Na maioria das vezes em que essas duas fases ocorrem, entretanto, a sombra da Terra ou da Lua ficam ao norte ou ao sul do outro astro. Portanto, para um eclipse acontecer, os três astros precisam também estar razoavelmente alinhados. Esta condição ocorre apenas quando a Lua (Cheia ou Nova) passa próximo ao plano da eclíptica (durante uma estação de eclipse), condição que ocorre nos períodos próximos à passagem da Lua por um dos dois nodos de sua órbita. O mês draconiano, de 27,21 dias, é que dita o tempo para o reinício desse ciclo.
Assim, as condições para ocorrência de um eclipse são encontradas quando uma Lua Nova ou uma Lua Cheia estão próximas a um dos nodos da órbita lunar, fato que ocorre a cada 5 ou 6 meses.
Todavia, para que dois eclipses tenham a mesma aparência e duração, daí então é necessário que a distância entre a Terra e a Lua, bem como a distância entre a Terra e o Sol, deva ser a mesma nos dois eclipses. O tempo que leva para a Lua orbitar a Terra uma vez, e voltar a ficar à mesma distância da Terra, é o chamado mês anomalístico, de 27,55 dias.
A origem do ciclo de Saros vem da percepção de que 223 meses sinódicos são aproximadamente iguais a 242 meses draconianos, que por sua vez são aproximadamente iguais a 239 meses anomalísticos (esta aproximação é boa dentro de um período de duas horas). Tais igualdades estão certamente relacionadas ao período de precessão do plano orbital da Lua em relação ao plano da eclíptica, de 18,61 anos.
Depois de um Saros, a Lua terá completado aproximadamente um número inteiro de meses sinódico, draconiano e anomalístico, e a geometria Terra-Sol-Lua estará praticamente idêntica: a Lua terá a mesma fase, estará no mesmo nodo, e terá a mesma distância à Terra. Além disso, pelo fato de Saros ser próximo de 18 anos de comprimento (cerca de 11 dias mais longo que isso), a Terra estará também praticamente à mesma distância do Sol, inclinada em relação a ele praticamente com a mesma orientação (aproximadamente na mesma estação do ano, portanto).
Se é conhecida a data de um eclipse, então um Saros depois, um eclipse praticamente idêntico deve ocorrer. Note que durante esse ciclo de 18 anos, cerca de 40 outros eclipses solares e 30 outros eclipses lunares também ocorrem, mas com uma geometria diferente em pelo menos algum aspecto. Note também que o Saros (18,03 anos) não é igual a um número inteiro de números de revoluções da Lua com relação às estrelas fixas (mês sideral de 27,32 dias). Com isso, apesar de a geometria relativa entre Terra, Sol e Lua ser praticamente a mesma após um Saros, a Lua estará numa posição diferente em relação às estrelas. Por trás disso está o fenômeno de precessão da órbita lunar.
Uma complicação com respeito a Saros é que esse período não corresponde a um número inteiro de dias: na verdade contém um múltiplo de 1/3 de dia (0,322 dias). Por isso, como resultado da rotação da Terra, para cada Saros sucessivo, o eclipse irá ocorrer cerca de 8 horas mais tarde no dia. No caso de um eclipse solar, isso significa que a região de visibilidade irá mudar de cerca de 120º a oeste, o que implica que os dois eclipses não serão visíveis a partir dos mesmos locais na Terra. Já no caso de um eclipse lunar, o eclipse seguinte pode ainda ser visível do mesmo local na Terra, contanto que a Lua esteja acima do horizonte. Mas, esperando-se a passagem de 3 Saros, o primeiro e o quarto eclipses da série poderão ser visíveis aproximadamente a partir da mesma região da Terra — com uma diferença de cerca de 1.000km —, e aproximadamente na mesma hora do dia. Esse período de três Saros (54 anos e 1 mês, ou quase 19.756 dias inteiros), é conhecido como Triplo Saros ou Exeligmos.